# Carlos Eusebio de Liechtenstein

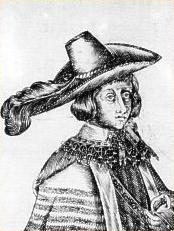
Carlos Eusebio de Liechtenstein.

Carlos Eusebio de Liechtenstein (en alemán: Karl Eusebius von Liechtenstein) (11 de abril de 1611 - 5 de abril de 1684) fue el segundo Príncipe de Liechtenstein. Era hijo del Príncipe Carlos I de Liechtenstein y de su esposa, la Baronesa Ana María Šemberová de Boskovic y Černá Hora.
Heredó el título en 1627 a la edad de 16 años, por lo que sus tíos los príncipes Gundahario y Maximiliano, actuaron como regentes hasta 1632. Fue Capitán en Jefe de la Alta y Baja Silesia desde 1639 hasta 1641.
Después de la Guerra de los Treinta Años, hizo un meritorio trabajo al restablecer económicamente sus dominios. También fue un gran benefactor de la arquitectura de la época.

## Biografía
Cuando Carlos Eusebio fue declarado mayor de edad en 1632 , el homenaje de las fincas de Silesia tuvo lugar en Troppau y Jägerndorf , los dos ducados de Liechtenstein. Desde 1639 ocupó el cargo de Oberlandeshauptmann de Silesia. Habiendo sido aprobado por un decreto del rey Fernando III. se eliminó la participación estatal, renunció en protesta por esta oficina.
Sin embargo, su objetivo principal era la restauración y reorganización de su familia, que estuvo fuertemente cargada por la Guerra de los Treinta Años , especialmente en términos financieros. Muchos territorios fueron devastados y la necesidad de dinero aumentó aún más, cuando se supo que las compras de su padre fueron etiquetadas como ilegales por la Sala de la Corte. Esto dio lugar a un reclamo por daños de alrededor de 1,7 millones de florines.
A pesar de la falta de ahorros, el príncipe Carlos Eusebio invirtió considerables sumas de dinero en bienes culturales.

El dinero es solo para dejar algunos monumentos a un recuerdo genuino e inmortal.

Carlos Eusebio puso la primera piedra de las colecciones de arte de Liechtenstein. Además, el príncipe fue un brillante criador de caballos, un jardinero apasionado y un constructor que escribió su propio tratado de teoría arquitectónica alrededor de 1675, que es una fuente importante para la comprensión arquitectónica de los constructores aristocráticos del siglo XVII.

## Matrimonio y descendencia
El 6 de agosto de 1644, Carlos Eusebio se casó con su sobrina carnal, la Princesa Juana Beatriz de Dietrichstein-Nikolsburg (1625 - 1676).
De esta unión nacieron nueve hijos:
- Eleonora María (1647 - 1704), casada con el príncipe Juan Sigfrido de Eggenberg (1644 - 1713).
- Ana María (1648 - 1654), muerta en la infancia.
- María Teresa (1649 - 1716), casada en primeras nupcias con Jacobo Leslie († 1691), y en segundas nupcias con Juan Baltasar de Wagensörg, Conde de Sonnegg († 1693).
- Juana Beatriz (1650 - 1672), casada con el príncipe Maximiliano de Liechtenstein (1641 - 1709).
- Dominico Eusebio († 1652).
- Carlos José († 1652).
- Francisco Eusebio (1654 - 1655), muerto en la infancia.
- Cecilia († 1655).
- Juan Adán I (1662 - 1712), casado con su prima hermana, la princesa Edmunda María de Dietrichstein-Nikolsburg (1652 - 1737).

## Ancestros
|  |                                                                             |  |  |  |  |  |  |  |  |  |  |  |  |  |  |  |
|  | 16. Barón Hartmann de Liechtenstein, Señor de Valtice                       |  |  |  |  |  |  |  |  |  |  |  |  |  |  |  |
|  |                                                                             |  |  |  |  |  |  |  |  |  |  |  |  |  |  |  |
|  |                                                                             |  |  |  |  |  |  |  |  |  |  |  |  |  |  |  |
|  | 8. Barón Jorge Hartmann de Liechtenstein, Señor de Valtice                  |  |  |  |  |  |  |  |  |  |  |  |  |  |  |  |
|  |                                                                             |  |  |  |  |  |  |  |  |  |  |  |  |  |  |  |
|  |                                                                             |  |  |  |  |  |  |  |  |  |  |  |  |  |  |  |
|  | 17. Señora Juana de Mainburg                                                |  |  |  |  |  |  |  |  |  |  |  |  |  |  |  |
|  |                                                                             |  |  |  |  |  |  |  |  |  |  |  |  |  |  |  |
|  |                                                                             |  |  |  |  |  |  |  |  |  |  |  |  |  |  |  |
|  | 4. Barón Hartmann II de Liechtenstein, Señor de Valtice, Lednice y Steyregg |  |  |  |  |  |  |  |  |  |  |  |  |  |  |  |
|  |                                                                             |  |  |  |  |  |  |  |  |  |  |  |  |  |  |  |
|  |                                                                             |  |  |  |  |  |  |  |  |  |  |  |  |  |  |  |
|  | 18. Barón Jorge VI de Liechtenstein, Señor de Steyregg                      |  |  |  |  |  |  |  |  |  |  |  |  |  |  |  |
|  |                                                                             |  |  |  |  |  |  |  |  |  |  |  |  |  |  |  |
|  |                                                                             |  |  |  |  |  |  |  |  |  |  |  |  |  |  |  |
|  | 9. Baronesa Susana de Liechtenstein                                         |  |  |  |  |  |  |  |  |  |  |  |  |  |  |  |
|  |                                                                             |  |  |  |  |  |  |  |  |  |  |  |  |  |  |  |
|  |                                                                             |  |  |  |  |  |  |  |  |  |  |  |  |  |  |  |
|  | 19. Baronesa Magdalena de Polheim                                           |  |  |  |  |  |  |  |  |  |  |  |  |  |  |  |
|  |                                                                             |  |  |  |  |  |  |  |  |  |  |  |  |  |  |  |
|  |                                                                             |  |  |  |  |  |  |  |  |  |  |  |  |  |  |  |
|  | 2. Príncipe Carlos I de Liechtenstein                                       |  |  |  |  |  |  |  |  |  |  |  |  |  |  |  |
|  |                                                                             |  |  |  |  |  |  |  |  |  |  |  |  |  |  |  |
|  |                                                                             |  |  |  |  |  |  |  |  |  |  |  |  |  |  |  |
|  | 20. Conde Ulrico II de Ortenburg                                            |  |  |  |  |  |  |  |  |  |  |  |  |  |  |  |
|  |                                                                             |  |  |  |  |  |  |  |  |  |  |  |  |  |  |  |
|  |                                                                             |  |  |  |  |  |  |  |  |  |  |  |  |  |  |  |
|  | 10. Conde Carlos I de Ortenburg                                             |  |  |  |  |  |  |  |  |  |  |  |  |  |  |  |
|  |                                                                             |  |  |  |  |  |  |  |  |  |  |  |  |  |  |  |
|  |                                                                             |  |  |  |  |  |  |  |  |  |  |  |  |  |  |  |
|  | 21. Baronesa Verónica de Aichberg                                           |  |  |  |  |  |  |  |  |  |  |  |  |  |  |  |
|  |                                                                             |  |  |  |  |  |  |  |  |  |  |  |  |  |  |  |
|  |                                                                             |  |  |  |  |  |  |  |  |  |  |  |  |  |  |  |
|  | 5. Condesa Ana María de Ortenburg                                           |  |  |  |  |  |  |  |  |  |  |  |  |  |  |  |
|  |                                                                             |  |  |  |  |  |  |  |  |  |  |  |  |  |  |  |
|  |                                                                             |  |  |  |  |  |  |  |  |  |  |  |  |  |  |  |
|  | 22. Leonardo II de Fraunberg, Conde de Haag                                 |  |  |  |  |  |  |  |  |  |  |  |  |  |  |  |
|  |                                                                             |  |  |  |  |  |  |  |  |  |  |  |  |  |  |  |
|  |                                                                             |  |  |  |  |  |  |  |  |  |  |  |  |  |  |  |
|  | 11. Condesa Maximiliana de Fraunberg-Haag                                   |  |  |  |  |  |  |  |  |  |  |  |  |  |  |  |
|  |                                                                             |  |  |  |  |  |  |  |  |  |  |  |  |  |  |  |
|  |                                                                             |  |  |  |  |  |  |  |  |  |  |  |  |  |  |  |
|  | 23. Landgravina Amalia de Leuchtenberg                                      |  |  |  |  |  |  |  |  |  |  |  |  |  |  |  |
|  |                                                                             |  |  |  |  |  |  |  |  |  |  |  |  |  |  |  |
|  |                                                                             |  |  |  |  |  |  |  |  |  |  |  |  |  |  |  |
|  | 1. Príncipe Soberano Carlos Eusebio de Liechtenstein                        |  |  |  |  |  |  |  |  |  |  |  |  |  |  |  |
|  |                                                                             |  |  |  |  |  |  |  |  |  |  |  |  |  |  |  |
|  |                                                                             |  |  |  |  |  |  |  |  |  |  |  |  |  |  |  |
|  | 24. Barón Ulrico Trnavský de Boskovic                                       |  |  |  |  |  |  |  |  |  |  |  |  |  |  |  |
|  |                                                                             |  |  |  |  |  |  |  |  |  |  |  |  |  |  |  |
|  |                                                                             |  |  |  |  |  |  |  |  |  |  |  |  |  |  |  |
|  | 12. Barón Venceslao II Bučovský de Boskovic                                 |  |  |  |  |  |  |  |  |  |  |  |  |  |  |  |
|  |                                                                             |  |  |  |  |  |  |  |  |  |  |  |  |  |  |  |
|  |                                                                             |  |  |  |  |  |  |  |  |  |  |  |  |  |  |  |
|  | 25. Señora Catalina de Sovince                                              |  |  |  |  |  |  |  |  |  |  |  |  |  |  |  |
|  |                                                                             |  |  |  |  |  |  |  |  |  |  |  |  |  |  |  |
|  |                                                                             |  |  |  |  |  |  |  |  |  |  |  |  |  |  |  |
|  | 6. Barón Juan Šembera de Boskovic y Černá Hora                              |  |  |  |  |  |  |  |  |  |  |  |  |  |  |  |
|  |                                                                             |  |  |  |  |  |  |  |  |  |  |  |  |  |  |  |
|  |                                                                             |  |  |  |  |  |  |  |  |  |  |  |  |  |  |  |
|  | 26. Señor Protasio de Ojnic                                                 |  |  |  |  |  |  |  |  |  |  |  |  |  |  |  |
|  |                                                                             |  |  |  |  |  |  |  |  |  |  |  |  |  |  |  |
|  |                                                                             |  |  |  |  |  |  |  |  |  |  |  |  |  |  |  |
|  | 13. Señora Ana de Ojnic                                                     |  |  |  |  |  |  |  |  |  |  |  |  |  |  |  |
|  |                                                                             |  |  |  |  |  |  |  |  |  |  |  |  |  |  |  |
|  |                                                                             |  |  |  |  |  |  |  |  |  |  |  |  |  |  |  |
|  | 27. Señora Ana de Neidegg                                                   |  |  |  |  |  |  |  |  |  |  |  |  |  |  |  |
|  |                                                                             |  |  |  |  |  |  |  |  |  |  |  |  |  |  |  |
|  |                                                                             |  |  |  |  |  |  |  |  |  |  |  |  |  |  |  |
|  | 3. Baronesa Ana María Šemberová de Boskovic y Černá Hora                    |  |  |  |  |  |  |  |  |  |  |  |  |  |  |  |
|  |                                                                             |  |  |  |  |  |  |  |  |  |  |  |  |  |  |  |
|  |                                                                             |  |  |  |  |  |  |  |  |  |  |  |  |  |  |  |
|  | 28. Barón Wolfgang Alberto Krajíř de Krajku                                 |  |  |  |  |  |  |  |  |  |  |  |  |  |  |  |
|  |                                                                             |  |  |  |  |  |  |  |  |  |  |  |  |  |  |  |
|  |                                                                             |  |  |  |  |  |  |  |  |  |  |  |  |  |  |  |
|  | 14. Barón Alberto Krajíř de Krajku                                          |  |  |  |  |  |  |  |  |  |  |  |  |  |  |  |
|  |                                                                             |  |  |  |  |  |  |  |  |  |  |  |  |  |  |  |
|  |                                                                             |  |  |  |  |  |  |  |  |  |  |  |  |  |  |  |
|  | 29. Baronesa Sofía Křinecká de Ronova                                       |  |  |  |  |  |  |  |  |  |  |  |  |  |  |  |
|  |                                                                             |  |  |  |  |  |  |  |  |  |  |  |  |  |  |  |
|  |                                                                             |  |  |  |  |  |  |  |  |  |  |  |  |  |  |  |
|  | 7. Baronesa Ana Krajířová de Krajku                                         |  |  |  |  |  |  |  |  |  |  |  |  |  |  |  |
|  |                                                                             |  |  |  |  |  |  |  |  |  |  |  |  |  |  |  |
|  |                                                                             |  |  |  |  |  |  |  |  |  |  |  |  |  |  |  |
|  | 30. Señor Ulrico Kostomlatský de Vřesovic                                   |  |  |  |  |  |  |  |  |  |  |  |  |  |  |  |
|  |                                                                             |  |  |  |  |  |  |  |  |  |  |  |  |  |  |  |
|  |                                                                             |  |  |  |  |  |  |  |  |  |  |  |  |  |  |  |
|  | 15. Señora María Magdalena Kostomlatská de Vřesovic                         |  |  |  |  |  |  |  |  |  |  |  |  |  |  |  |
|  |                                                                             |  |  |  |  |  |  |  |  |  |  |  |  |  |  |  |
|  |                                                                             |  |  |  |  |  |  |  |  |  |  |  |  |  |  |  |
|  | 31. Señora Ana de Wchinitz                                                  |  |  |  |  |  |  |  |  |  |  |  |  |  |  |  |
|  |                                                                             |  |  |  |  |  |  |  |  |  |  |  |  |  |  |  |
|  |                                                                             |  |  |  |  |  |  |  |  |  |  |  |  |  |  |  |

| Predecesor: Carlos I | Príncipe de Liechtenstein 1627 – 1684 | Sucesor: Juan Adán I |